# Clearingstelle Mittelstand (NRW)
Die Clearingstelle Mittelstand ist eine Einrichtung des Landes Nordrhein-Westfalen, um Gesetzesvorhaben frühzeitig, vor der Kabinettsbefassung, auf Mittelstands- und Wirtschaftsverträglichkeit zu überprüfen. Sie wurde am 2. Mai 2013 eingerichtet. Ein Schwerpunkt soll auf den Interessen der kleinen und mittleren Unternehmen liegen. Organisatorisch ist sie bei der Vereinigung der Industrie- und Handelskammern in Nordrhein-Westfalen (IHK NRW) angesiedelt, angehört werden in Clearingverfahren Kammern, Wirtschafts- und kommunale Spitzenverbände sowie der Deutsche Gewerkschaftsbund (DGB).
Die Clearingstelle Mittelstand überprüft und klärt gemäß § 6 des Mittelstandsförderungsgesetzes (MFG) und § 1 der Verordnung zum Mittelstandsförderungsgesetz (MFGVO) die Mittelstandsverträglichkeit aller wesentlichen mittelstandsrelevanten Gesetzes- und Verordnungsvorhaben der Landesregierung.

## Organisation und Arbeitsweise
Die Überprüfung findet in enger Abstimmung mit den an den Clearingverfahren beteiligten sozialpolitischen Verbänden, den Dachorganisationen der Kammern, den Organisationen der gewerblichen Wirtschaft sowie der Freien Berufe und den kommunalen Spitzenverbänden statt. Im Rahmen von Clearingverfahren werden diese Beteiligten schriftlich aufgefordert, ausdrücklich aus Sicht der mittelständischen Wirtschaft Stellung zu beziehen. Alle Beteiligten haben die gleichen Möglichkeiten und Rechte, sich mit ihren Positionen einzubringen. Eine Gewichtung wird nicht vorgenommen. Alle sachgerechten Argumente und Anregungen werden in der Stellungnahme der Clearingstelle Mittelstand dokumentiert. Dabei werden auch abweichende Meinungen dargestellt.
Die Stellungnahme der Clearingstelle Mittelstand dient der Beratung der Landesregierung bei der Erarbeitung von Gesetzes- und Verordnungsvorhaben. Ziel ist es, dadurch die Interessen der mittelständischen Wirtschaft und der dort Beschäftigten rechtzeitig und so weit wie möglich sowie geboten zu berücksichtigen.
Die Verordnung zum Mittelstandsförderungsgesetz regelt in § 6 die Anforderungen an die Stellungnahmen der Clearingstelle Mittelstand. Demnach muss die Stellungnahme mögliche Auswirkungen auf Kosten, Verwaltungsaufwand oder Arbeitsplätze in den Unternehmen der mittelständischen Wirtschaft darlegen und bewerten. Dabei sollen auch die Auswirkungen der Maßnahme auf die Nachhaltigkeit und die Ressourceneffizienz
im Mittelstand im Rahmen einer volkswirtschaftlichen Gesamtfolgenabschätzung berücksichtigt werden.
Die Stellungnahme soll in der Regel auch Regelungsvorschläge beinhalten, durch die mögliche nachteilige Auswirkungen auf kleine und mittlere Unternehmen verringert oder vermieden werden, ohne dass die grundsätzlichen Regelungsziele des jeweiligen Gesetzes- oder Verordnungsvorhabens in Frage gestellt werden.
Die Clearingstelle Mittelstand übermittelt nach Abschluss des Verfahrens die Stellungnahme an das jeweils zuständige Fachressort, an den Chef der Staatskanzlei, an das für Wirtschaft zuständige Ministerium und an die mittelstandsrelevanten Kammern und Verbände. Die Stellungnahmen der Clearingstelle Mittelstand und der Tätigkeitsbericht für das jeweilige Gesamtjahr sind auf den Internetseiten der Clearingstelle eingehend dokumentiert.